# 高橋一也
高橋 一也（たかはし かずや）はコナミ株式会社のグループ企業、株式会社コナミデジタルエンタテインメントの執行役員（オンラインコンテンツ担当）の一人。
また同グループ企業で、インターネット上のポータルサイト「i-revo（アイレボ）」や、携帯電話向けサイト「モバレボ」を運営する、株式会社インターネットレボリューションの代表取締役。
過去には、『ダンスダンスレボリューション』などのプロデューサーなどを担当していた。